# Short C-23 Sherpa
Short C-23 Sherpa là một loại máy bay vận tải quân s cỡ nhỏ do Short Brothers chế tạo. C-23A và C-23B là các biến thể của Short 330 còn C-23B+ và C-23C là biến thể của Short 360.

## Biến thể
C-23A Sherpa
C-23B Sherpa
C-23B+/C Super Sherpa

## Quốc gia sử dụng

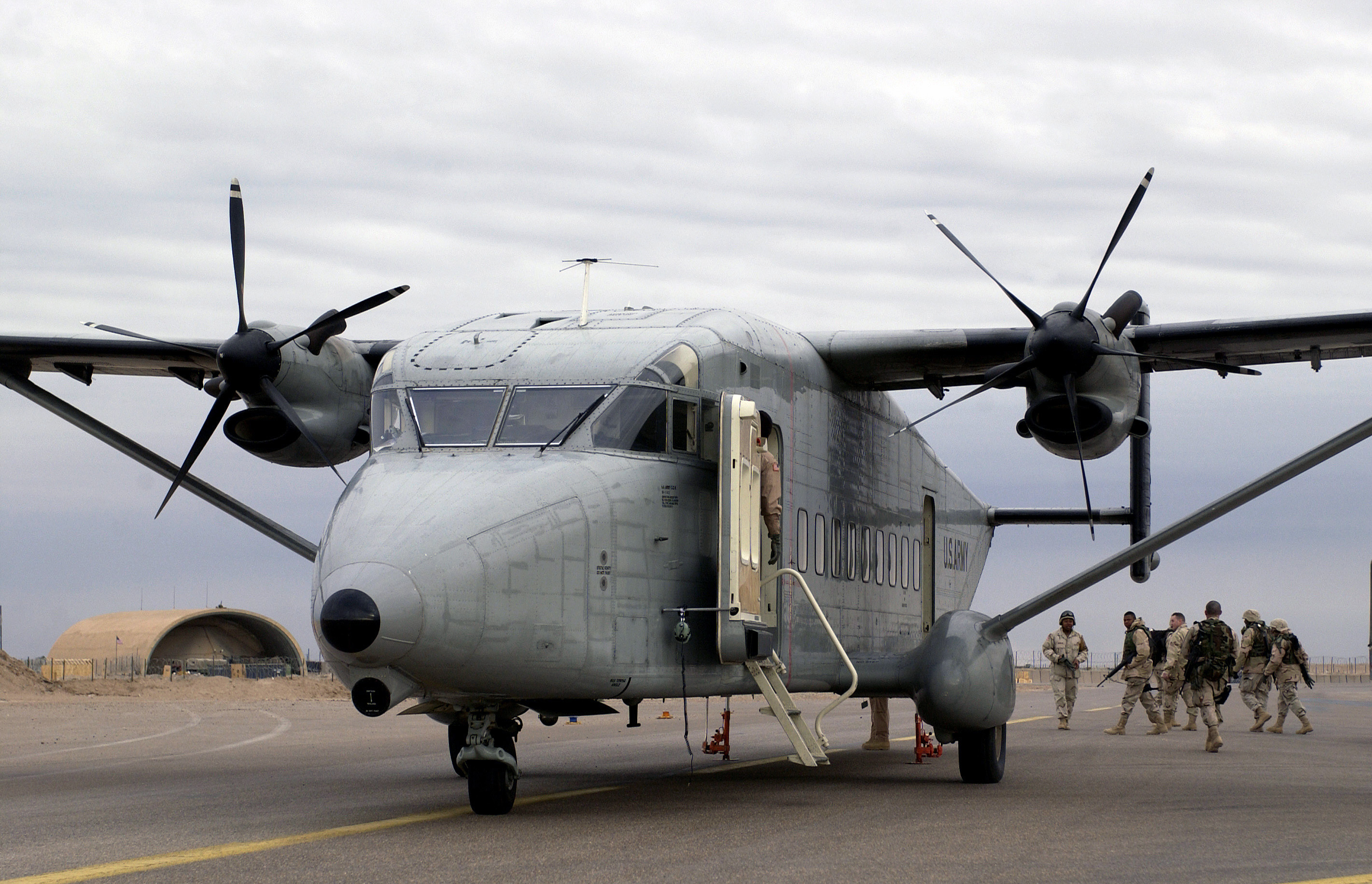
C-23B Sherpa tại Iraq, 2004.

Hoa Kỳ
- Không quân Hoa Kỳ
- Lục quân Hoa Kỳ
- Lục quân Vệ binh quốc gia
- Era Alaska
- NASA

## Tính năng kỹ chiến thuật

### C-23A
Dữ liệu lấy từ Jane's All the World's Aircraft, 1988-1989
Đặc điểm tổng quát
- Kíp lái: 3
- Sức chứa: 30 hành khách, hoặc 18 cáng
- Chiều dài: 58 ft 0 in (17,69 m)
- Sải cánh: 74 ft 9 in (22,78 m)
- Chiều cao: 16 ft 3 in (4,95 m)
- Diện tích cánh: 453 ft² (42,1 m²)
- Kết cấu dạng cánh: NACA 63
- Trọng lượng rỗng: 14.200 lb (6.440 kg)
- Trọng lượng cất cánh tối đa: 22.900 lb (10.387 kg)
- Động cơ: 2 × Pratt & Whitney Canada PT6A-45-R kiểu turboprop, 1.198 hp (894 kW)  mỗi chiếc

 Hiệu suất bay 
- Vận tốc cực đại: 281 mph (245 knot, 453 km/h) trên độ cao 12.000 ft (2.273 m)
- Vận tốc hành trình: 255 mph (221 knot, 410 km/h)
- Vận tốc tắt ngưỡng: 85 mph (73 knot, 136 km/h)
- Tầm bay: 770 mi (915 nm, 1.239 km) phiên bản chở khách, 1.966 kg tải trọng
- Trần bay: 27.000 ft (5.114 m)
- Vận tốc lên cao: 2.100 ft/phút (60 m/s)
- Tải trên cánh: 50,6 lb/ft² (247 kg/m²)
- Công suất/trọng lượng: 0,052 hp/lb (170 W/kg)

### C-23B/C

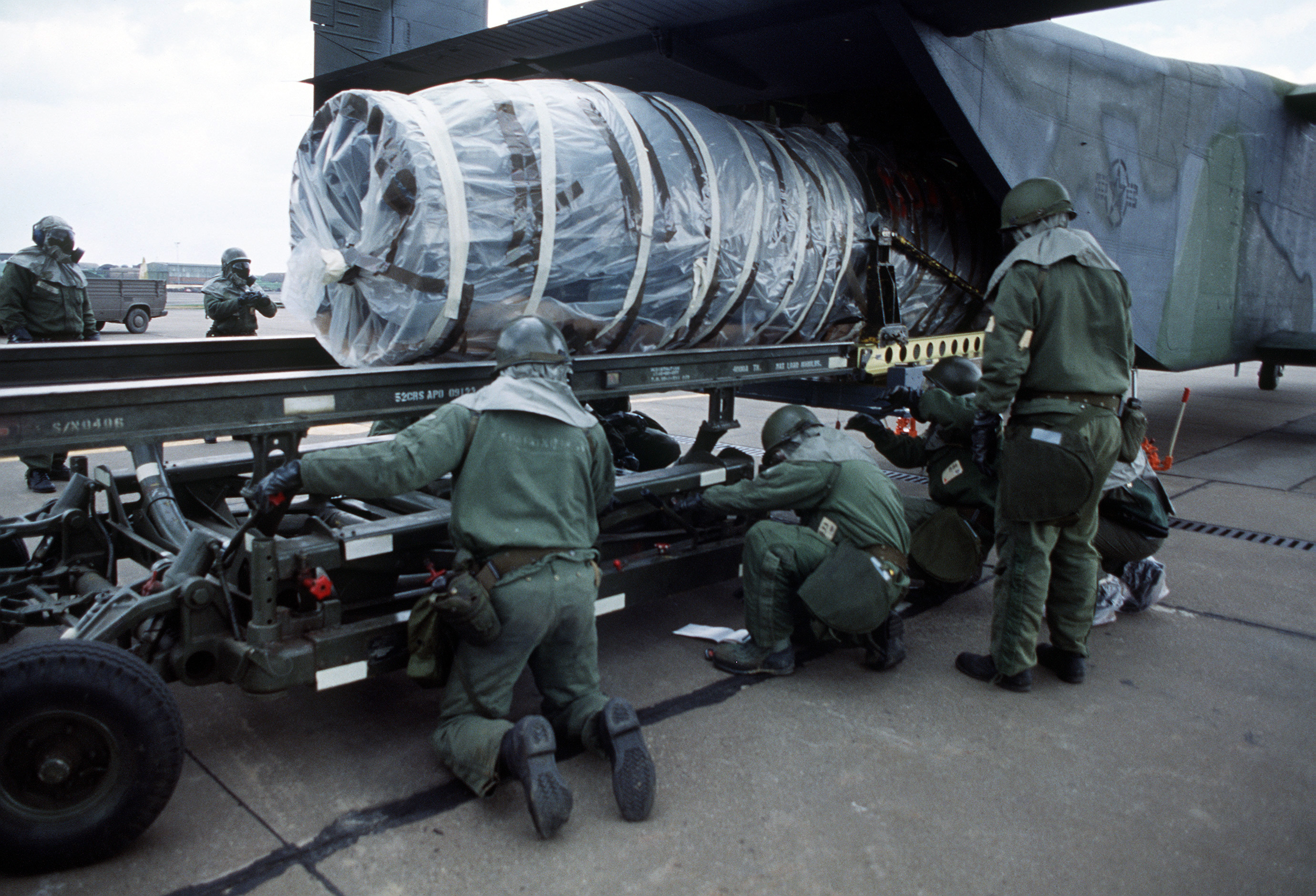
C-23A.

Dữ liệu lấy từ U.S. Army Aircraft Since 1947
Đặc điểm tổng quát
- Kíp lái: 3
- Sức chứa: 18-20 hành khách
- Chiều dài: 58 ft 0 in (17,7 m)
- Sải cánh: 74 ft 10 in (22,8 m)
- Chiều cao: 16 ft 5 in (5 m)
- Diện tích cánh: 456 ft² (42,4 m²)
- Kết cấu dạng cánh: NACA 63
- Trọng lượng rỗng: 16.040 lb (7.276 kg)
- Trọng lượng cất cánh tối đa: 25.600 lb (11.610 kg)
- Động cơ: 2 × Pratt & Whitney Canada PT6A-65AR kiểu turboprop, 1.424 shp (1.062 kW)  mỗi chiếc

 Hiệu suất bay 
- Vận tốc cực đại: 291 mph (252 knot, 468 km/h)
- Vận tốc hành trình: 262 mph (228 knot, 422 km/h)
- Tầm bay: 1.185 mi (1.030 nmi, 1.907 km)
- Trần bay: 28.000 ft (5.303 m)